# 모리스 에두
에두 모리스 에두 주니어(영어: Edu Maurice Edu, Jr., 1986년 4월 18일 ~ )는 미국의 전 축구 선수로, 포지션은 센터백 및 수비형 미드필더이다.

## 축구인 경력

### 선수 경력
2007 시즌 MLS 슈퍼 드래프트에서 토론토 FC에 지명되어 프로 무대에 입문하였다. 2007년 4월 25일 캔자스 시티 위저즈와의 경기에서 데뷔전을 치렀고 같은 해 5월 12일 데뷔골을 성공시켰다. 데뷔 시즌 25경기에 출전하여 3골을 기록하였고 준수한 수비력을 과시하여 시즌이 끝난 후 MLS 신인상을 수상하였다.
2008년 8월 17일 레인저스로의 이적이 확정되었고 22일 취업 비자를 발급받아 공식적으로 팀에 합류하였다. 9월 13일 킬마녹과의 경기에서 데뷔전을 치렀고 2010년 10월 20일엔 2010-11 UEFA 챔피언스리그에서 발렌시아를 상대로 골을 성공시키며 첫 유럽 대항전 득점을 기록하였다. 에두는 2010-11 시즌까지 라이벌 셀틱을 제치고 3회 연속 우승을 차지하는데 기여하였고 2011-12 시즌 종료 후 레인저스가 파산하자 스토크 시티로 이적하였다.

### 국가대표 경력
2007년 10월 17일 스위스와의 경기에서 A매치 데뷔전을 치렀다. 2008년 베이징 올림픽 미국 대표팀 멤버로 참가하여 조별 예선 전 경기에 출전하였으나 팀을 8강에 올려놓지는 못하였다. 2010년 남아공 월드컵에도 참가하였는데, 슬로베니아와의 조별 예선 경기에서 후반 막판 터뜨린 골이 심판에 의해 무효로 선언되어 논란이 되기도 하였다.